# Idaea boarmiata
Idaea boarmiata là một loài bướm đêm trong họ Geometridae.